# Holochlora annulicornis
Holochlora annulicornis är en insektsart som beskrevs av Heinrich Hugo Karny 1926. Holochlora annulicornis ingår i släktet Holochlora och familjen vårtbitare.

## Underarter
Arten delas in i följande underarter:
- H. a. annulicornis
- H. a. sumatrana